# ルーターズビル・カレッジ
ルーターズビル・カレッジ (Rutersville College) は、かつてアメリカ合衆国テキサス州ファイエット郡の非法人地域ルーターズビルにあった男女共学のカレッジ（大学）。ルーターズビル・カレッジは、1840年にテキサス共和国から認可（チャーター）を受けており、テキサス州で最初の高等教育機関であった。校名はメソジストの宣教師で教育者であったマーティン・ルーターに由来しており、ルーターはチャーターを起草し、資金を募って、学校を立ち上げたが、当初はバストロップ・カレッジ (Bastrop College) と命名するつもりであった。テキサス共和国議会は、当初この学校のチャーターを却下したが、その理由は学校がメソジスト教会の付属施設とされていたことにあった。大学は、宗教関係の付帯施設を除いた形に修正されたチャーターに基づいて開学することになったが、ルーターはその2年前に死去した。

## 歴史
開学は1840年2月1日で、科目を担当する教員たちは、古典学、職業教育、予科科目などを含め9部門に所属が分かれていた。学生数が63人から増加して、1844年にはピークの194人へと至る過程で、教授陣も増強された。
しかしその後、ルーターズビル・カレッジは、運営上の混乱や経理面の不安定に加え、いくつかの外部要因も重なって、困難な状態が続いた。1846年から1848年にかけて、男子学生たちは米墨戦争に従軍するためカレッジを離れた。他方では、新たに登場した1845年設立のベイラー大学や1850年設立のチャペルヒル男女カレッジ（Chappell Hill Female College の前身）との競争が厳しくなり、ルーターズビルへの入学者を減少させた。寄付者からカレッジに提供されていた土地は、財務状況の改善のために売却されたが、その際に低い評価額を余儀なくされ、カレッジの基金は不十分なままとなった。
ルーターズビルは、メソジスト教会からの影響について、悪い方向での評判が立っていたが、一方、地元の牧師たちは、ルーターズビルが正式にメソジスト教会の教育機関とされなかったことに失望していた。宗教上の理由による支持者たちをつなぎとめるため、カレッジは1849年にチャーターに追加する形で、理事会の欠員をメソジスト・カンファレンスが埋めることを謳った。しかし、1850年の性的スキャンダルのために、メソジスト・カンファレンスはルーターズビルとの関係を断ち、チャペルヒル男女カレッジとの関係を深めることになっていった。
ルーターズビル・カレッジは、負債がかさみ、学生数は減少していったため、やがて授業は停止され、理事会は1856年にガルベストンのテキサス・モニュメンタル・アンド・ミリタリー・インスティテュート (the Texas Monumental and Military Institute) にルーターズビルのキャンパスをリースした。
ルーターズビル・カレッジのチャーターは、1872年のサウスウェスタン大学の創設に際して復活することとなった。ルーターズビルのキャンパスは、1883年にメソジスト教会のサザン・ジャーマン・カンファレンス (the Southern German Conference of the Methodist Church) に売却され、1894年に放棄され、その後ほどなくして建物は完全に破壊された。残されたのは、ルーターズビル・カレッジの本館にあった鐘だけであり、現在はサウスウェスタン大学のキャンパスに設置されている。